# Pluderhose

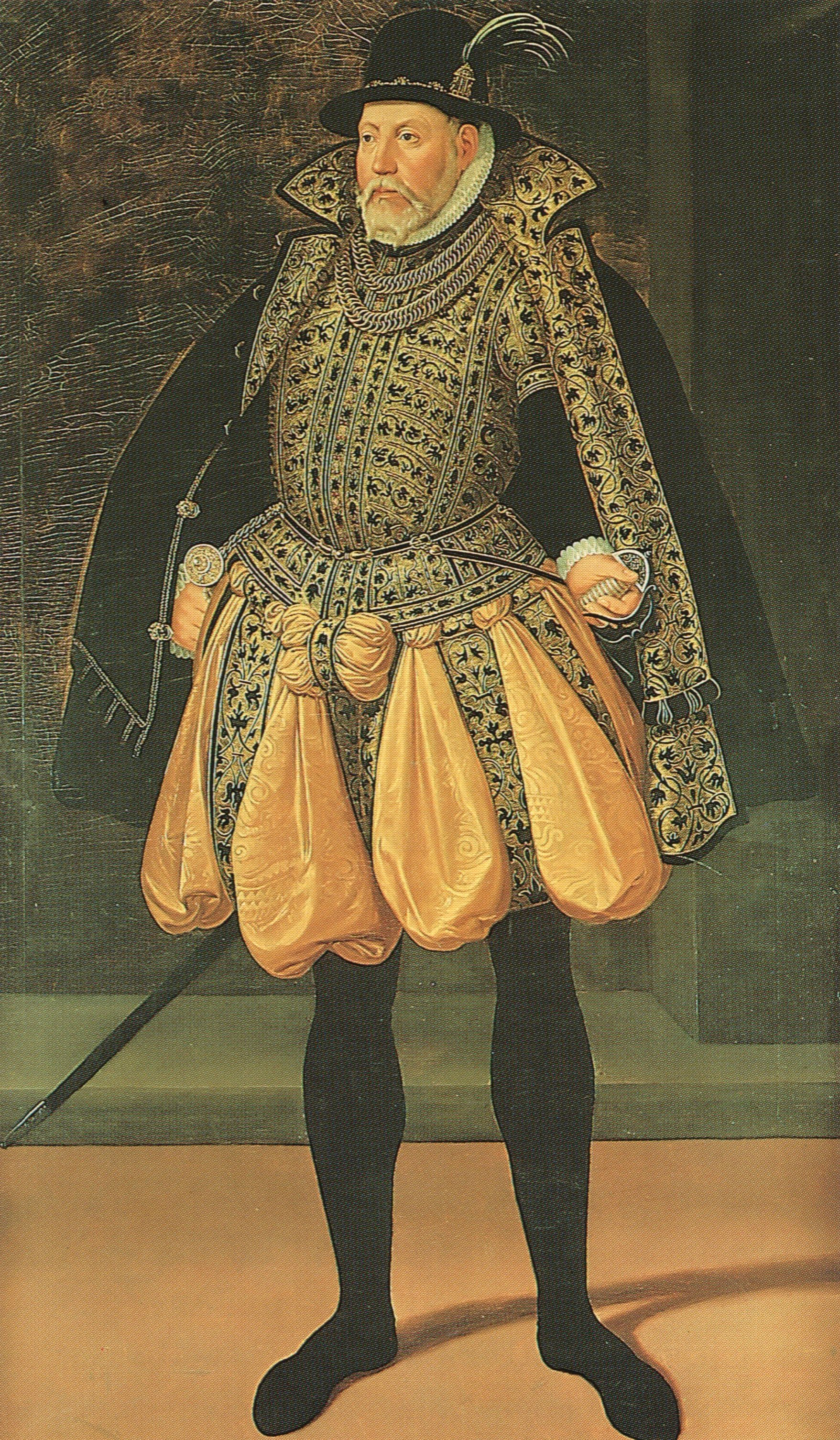
Herzog Ulrich zu Mecklenburg mit einer Pluderhose, aus der der Futterstoff hervorquillt, und mit Schamkapsel. Gemälde von Theodor Fischer, 1573

Eine Pluderhose (auch Puffhose) ist eine sehr weit geschnittene, meist bis auf die Knöchel oder Schuhe reichende Hose; es gab sie aber auch nur knielang. In der Renaissance kam diese Form als Männerhose in Mode. Ein Merkmal waren die mehrfachen längs verlaufenden Schlitze, durch die die farbigen (teuren) Futterstoffe zum Vorschein kamen.
Von den einst im christlichen Europa getragenen Modellen zu unterscheiden sind die im Orient bis heute verbreiteten Varianten. Diese waren bzw. sind ebenfalls weit und bauschig, doch nicht geschlitzt und generell von unterschiedlicher Machart.

## Christliches Europa
Die Pluderhosen entwickelten sich in der zweiten Hälfte des 16. Jahrhunderts aus der spanischen Heerpauke und verbreiteten sich über ganz Europa. Die Niederlande wurden zu einem bedeutenden Zentrum dieser Hosenmode, weil über deren Häfen der Handel mit überseeischen Ländern erfolgte. Der Name soll aus dem Mittelhochdeutschen „blodern“ abgeleitet sein, was „hervorquellen“ bedeutet und damit wie das Plaudern den gleichen Ursprung besitzt.
Zur Herstellung eines solchen Kleidungsstückes waren mindestens 3,5 laufende Meter Tuch (meist Wolle) sowie rund 13,5 Meter wertvolle Futterseide erforderlich. Mit dem Tuch waren sie sehr schwer, sodass die Schneider immer mehr zur Verarbeitung von reiner Seide übergingen. Diese wiederum war sehr teuer, weil sie aus Ostasien eingeführt werden musste.
Dagegen traten sowohl Kirchenobere als auch Herrscher an, die eine eher vernünftige Bekleidung forderten. Eine polemische Schrift des brandenburgischen Superintendenten Andreas Musculus hieß beispielsweise „Vom zuluderten, zucht- und ehreverwegenen pludrichten Hosenteufel“. In dem mehrfach verlegten Buch wettert er gegen die Pluderhosenmode.
Der Kantor Johann Walter dichtete 1561 resigniert in „Wach auf, wach auf, du deutsches Land“:
Wer jetzt nicht Pluderhosen hat,

die schier zur Erde hangen

mit Zotten wie des Teufels Wat Anm.

der kann nicht höflich prangen.

Es ist solchs so ein schnöde Tracht,

der Teufel hat's gewiss erdacht,

wird selbst sein also gangen.
Kurfürst Joachim II. von Brandenburg erließ ein Gesetz gegen das Tragen von Pluderhosen. Dieses versuchte er mit drakonischen Maßnahmen durchzusetzen: Er ließ Träger von solchen Beinkleidern in Narrenhäuschen einsperren und einen Tag vom Volk verhöhnen oder sogar den Hosengürtel durchschneiden, so dass der ehemals stolze Hosenträger im bloßen Hemd dastand. Trotzdem hat sich die Pluderhosenmode noch einige Jahrzehnte gehalten.
Über der Pluderhose wurden häufig ein maximal bis zu den Knien reichender Überrock und darüber ein Mantel getragen, zum Beispiel die Zimarra, ein zeittypisches knielanges, offenes Gewand, das meist mit Pelz verbrämt war. Die Hosen waren so geschnitten, dass das Wams direkt an ihnen befestigt werden konnte.
Nach 1550 wurden die ehemals langen Beinkleider zu Kniebundhosen verkürzt, bis 1580 reichten sie nur noch bis ans Knie.
Eine spezielle Form der Pluderhosen war die Schweizerhose, die ihren Ursprung in der Schweiz hatte und nach und nach in Europa Verbreitung fand.

## Orient
Pluderhosen für Männer und Frauen wie
- Dalwar
- Şal û şapik
- Sirwal (auch: Şalvar, Sarouel, Séroual, „Haremshose“)

zählen in Vorder- und Mittelasien zur Tracht. Sie sind alternativ mit hohem oder tief hängendem Schritt gefertigt.

## Galerie

Der „pluderichte Hosenteufel“ des Andreas Musculus von 1556
Titelblatt-Karikatur des „pluderichten Hosenteufel“ von 1563
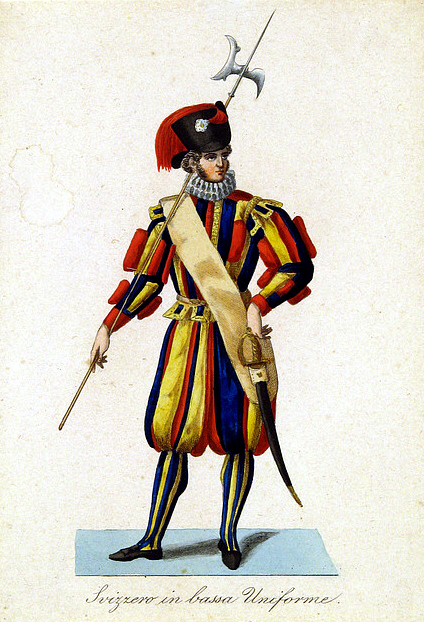
Schweizergardist in Pluderhosen
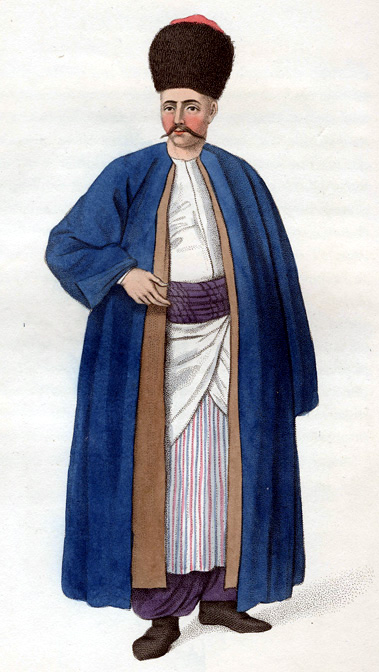
Armenier im Osmanischen Reich